# Google Doodle

通常のGoogleロゴ

Google Doodle（グーグル ドゥードゥル）は、祝日や記念日などにその日にあわせたデザインに変更された検索エンジン「Google」のロゴである。「doodle」は「いたずら書き」の意味。

## 概要
Google の検索ページのロゴは、祝日や記念日などにその日にあわせたデザインに変更されることがある。最初の Google Doodle は1998年8月30日のバーニング・マン・フェスティバルのデザインのもので、それ以来現在に至るまで2000以上のGoogle Doodleがデザインされている。Google DoodleはGoogleのイラストレーターと技術者のチームが制作している。Google Doodleは使用している言語版ごとに異なるものを表示でき、その国の選挙やその国固有の祝日などを特定の国だけに表示する事が出来る。
Google の検索ページの検索窓に何も入力せずに「I'm Feeling Lucky」にカーソルを合わせ、「doodle を探そう」をクリックすると、Google Doodle を紹介するページに行くことができる。このページでは特定の地域にだけ表示された物も含めた過去の Google Doodle も閲覧できる。
ツールチップも変わり、同じ日付でも曜日で変わる。ただし、Chrome では「I'm Feeling Lucky」は出てこない。

## Doodlers
Doodle に関わっているアーティスト、エンジニア、イラストレーターは Doodlers と呼ばれている。

## Doodleの例

### ゲーム系
- パックマン誕生 30 周年[6]
- 2017 年バレンタインデー（1 日目）[7]
- ポニー・エクスプレス開通 155 周年[8]
- ルービックキューブ40周年[9]
- ハロウィーン - グローバル キャンディ カップ 2015[10]
- 子供向けコーディング 50 周年[11]
- Doodle チャンピオン アイランド ゲーム[12]
- Doodle The Great Ghoul Duel!
- ジェラルド・“ジェリー”・ローソン生誕 82 周年[13]（カートリッジ式の初のゲームコンソール「Fairchild Channel F」開発者）5種類のゲームカートリッジが用意されており、プレイと編集ができる。オリジナルゲーム作成も可能。- 2022年12月1日

### 音楽系
- エレキギターギブソン・レスポール生誕 96 周年[14]
- シンセサイザーの開発者ロバート・モーグ生誕 78 周年[15]
- ヒップホップ誕生 44 周年[16]
- フレディ・マーキュリー生誕 65 周年[17][18]

### 動画
- Doodleで動画が使用されたのは、2010年1月4日 アイザック・ニュートン卿生誕 367 周年[19]が最初である[20]。
- チャールズ・チャップリン生誕122周年 - 約2分の短編コメディ仕立てになっている[21]。
- ラジオ体操86周年 - Googleロゴと同じ着ぐるみを着たダンサーがラジオ体操1番の一部を演じた[22]。

## デザイナー
当初は、創設者の二人セルゲイ・ブリン、ラリー・ペイジによりデザインされていた。2000年7月のフランス革命記念日以降は、 Google's international webmasterのデニス・ファンが担当した。